# Alexander Schüller
Alexander Schüller (Leipzig, 13 mei 1997) is een Duits bobsleeremmer. 
Schüller won als remmer van Francesco Friedrich vanaf 2020 twee wereldtitels op rij in de viermansbob en in 2021 ook de gedeelde wereldtitel in de tweemansbob. 
In 2022 behaalde hij samen met Friedrich grote successen op de Olympische Winterspelen 2022, met het winnen van de gouden medaille in de viermansbob.

## Resultaten

### Olympische Winterspelen
| Jaar | Plaats | Resultaten        |
| ---- | ------ | ----------------- |
| 2022 | Peking | in de viermansbob |

### Wereldkampioenschappen
| Jaar | Plaats       | Resultaten                            |
| ---- | ------------ | ------------------------------------- |
| 2020 | Altenberg    | in de viermansbob                     |
| 2021 | Altenberg    | in de tweemansbob · in de viermansbob |
| 2023 | Sankt Moritz | in de tweemansbob · in de viermansbob |
| 2024 | Winterberg   | in de tweemansbob · in de viermansbob |

1924: Scherrer / Neveu / A.Schläppi / H.Schläppi ·
1928: Fiske / Tucker / Mason / Gray / Parke ·
1932: Fiske / Eagan / Gray / O'Brien ·
1936: Musy / Gartmann / Bouvier / Beerli ·
1948: Tyler / Martin / Rimkus / D'Amico ·
1952: Ostler / Kuhn / Nieberl / Kemser ·
1956: Kapus / Diener / Alt / Angst ·
1964: V.Emery / Kirby / Anakin / J.Emery ·
1968: Monti / De Paolis / Zandonella / Armano ·
1972: Wicki / Leutenegger / Camichel / Hubacher ·
1976: Nehmer / Babock / Germeshausen / Lehmann ·
1980: Nehmer / Musiol / Germeshausen / Gerhardt ·
1984: Hoppe / Wetzig / Schauerhammer / Kirchner ·
1988: Fasser / Meier / Fässler / Stocker ·
1992: Appelt / Schroll / Winkler / Haidacher ·
1994: Czudaj / Brannasch / Hampel / Szelig ·
1998: Langen / Zimmermann / Jakobs / Hampel ·
2002: Lange / Kühn / Kuske / Embach ·
2006: Lange / Hoppe / Kuske / Putze ·
2010: Holcomb / Mesler / Tomasevicz / Olsen ·
2014: Melbārdis / Dreiškens / Vilkaste / Strenga  ·
2018: Friedrich / Bauer / Grothkopp / Margis   ·
2022: Friedrich / Margis / Bauer / Schüller